# Theodor II. (Morea)
Theodor II. Palaiologos (gr. Θεόδωρος Παλαιολόγος, Theodōros (II.) Palaiológos, * um 1396; † 1448) aus der Dynastie der Palaiologen war von 1407 bis 1443 Herrscher (Despot) über das Despotat Morea.

## Leben
Theodor II. Palaiologos war ein Sohn des byzantinischen Kaisers Manuel II. Palaiologos und seiner Frau Helena Dragaš. Seine Brüder waren die Kaiser Johannes VIII. Palaiologos und Konstantin XI. Palaiologos, sowie die Despoten der Morea Demetrios Palaiologos und Thomas Palaiologos, sowie Andronikos Palaiologos, Despot in Thessalonike.
Als er ungefähr 10 Jahre alt war, setzte ihn sein Vater Manuel als Nachfolger seines verstorbenen Onkels Theodor I. Palaiologos als Despot von Morea ein.
Während Theodor II. Minderjährigkeit blieb sein Vater in der Morea, baute 1415 das Hexamilion, eine Befestigungsmauer über den Isthmus von Korinth wieder auf und vervollständigte die Ausbildung seines Sohnes.
Theodor heiratete 1421 Cleope Malatesta, eine italienische Aristokratin und Cousine Papst Martins V., der Theodors Verbündeter wurde. Der Hof der Hauptstadt Mystras war zu dieser Zeit ein intellektuelles und religiöses Zentrum der griechisch-byzantinischen Kultur. Der bedeutendste Gelehrte seiner Zeit, Georgios Gemistos Plethon, verlegte seine Wirkungsstätte von Konstantinopel nach Mystras. Er gründete hier eine philosophische Schule, deren bekanntester Schüler der Theologe und Humanist Bessarion war. Theodor selbst war ein begabter Mathematiker und Förderer der Gelehrten an seinem Hofe.
Im Mai 1423 fielen die Türken unter Turahan Bey in die Morea ein. Sie stürmten die Isthmusmauer, zogen sich aber wieder von der Halbinsel zurück, nachdem sie Theodor zu Tributzahlungen an den Sultan Murat II. verpflichtet hatten.
1428 wurden seine Brüder Konstantin XI. Palaiologos und Thomas Palaiologos Mitherrscher. Sie besiegten 1428 den letzten Fürsten von Achaia Centurione Zaccaria, nahmen dessen Hauptstadt Glarentza (Kyllini) ein, und eroberte 1429 Patras.
Theodor II., erhob Anspruch auf die Nachfolge seines kinderlosen Bruders Johannes VIII. als byzantinischer Kaiser, trat aber seine Rechte und sein Amt als Despot an seinen jüngeren Bruder Konstantin XI. Palaiologos im Austausch gegen dessen Besitzungen in Selymbria (Silivri) ab, wo er 1448 an der Pest starb.

## Familie
Theodor II. hatte aus der Ehe mit Cleope Malatesta († 18. April 1433 an den Folgen einer Abtreibung oder Fehlgeburt) eine Tochter – Helena Palaiologina, verheiratet mit König Johann II. von Zypern.